# Nicrophorus orbicollis
Nicrophorus orbicollis – gatunek chrząszcza z rodziny omarlicowatych.
Chrząszcz o ciele długości od 14,8 do 23 mm. Ma czułki o buławce z czarnym pierwszym członem, a kolejnymi pomarańczowymi. Przedplecze ma prawie okrągłe, o szeroko rozszerzonych brzegach bocznych i podstawowym, opatrzone głębokim wklęśnięciem poprzecznym na przodzie. W owym wklęśnięciu, wzdłuż krawędzi przedplecza oraz na całych pokrywach występują długie szczecinki. Na każdej pokrywie występują zwykle dwie poprzeczne plamy barwy pomarańczowej, z których pierwsza tworzy sięgającą szwu przepaskę, a druga niestykającą się z krawędziami pokrywy kropkę. Epipleury pokryw są czarne, a ich listewki sięgają tylko do wysokości szczytu tarczki. Przód przednich bioder porastają szczecinki o długości nie mniejszej niż tych na barkach. Zapiersie porośnięte gęsto, jasnobrązowo, a metepimeron rzadko i ciemnobrązowo.
Owad padlinożerny. Preferuje obszary zalesione, ale częsty jest również na terenach trawiastych. Zimuje jako imagines.
Gatunek nearktyczny. Rozprzestrzeniony na wschodzie kontynentu, od Saskatchewan w  Kanadzie po wschodni Teksas w Stanach Zjednoczonych.